# Christoph Westerthaler
Christoph „Gischi“ Westerthaler (* 11. Jänner 1965 in Silz; † 20. Juli 2018 in Horn) war ein österreichischer Fußballspieler und -trainer. Er spielte auf der Position des Stürmers.

## Karriere als Spieler

### Verein
Westerthaler begann seine Karriere in seinem Heimatort bei der SPG Silz/Mötz. 1983 kam er zum Bundesligisten SSW Innsbruck. Sein Debüt in der höchsten Spielklasse gab er im Oktober 1983 gegen den SK Austria Klagenfurt. 1986 wechselte er zum Ligakonkurrenten LASK.
Zur Saison 1988/89 kehrte er nach Tirol zurück, wo er sich dem FC Swarovski anschloss. Mit Swarovski wurde er 1989 und 1990 Meister und 1992 mit 17 Treffern auch Torschützenkönig. Nach der Übernahme von Swarovski Tirol durch Wacker Innsbruck spielte Westerthaler ab 1992 bei diesem Verein weiter; auch nach der Ausgliederung der Profimannschaft zum FC Tirol Innsbruck 1993 blieb er dem Klub erhalten.
1994 begann er beim SK Vorwärts Steyr, im Jänner 1996 kehrte er zum LASK zurück. 1997 zog es den Stürmer erstmals ins Ausland, nach Zypern zu APOEL Nikosia. Nach einem halben Jahr auf der Mittelmeerinsel ging es im Jänner 1998 nach Deutschland zum Zweitligisten Eintracht Frankfurt. Mit den Frankfurtern stieg er noch in derselben Saison in die Bundesliga auf.
Im Jänner 2000 wechselte er innerhalb Frankfurts zum Regionalligisten FSV. Mit dem FSV musste er zu Saisonende in die Oberliga absteigen. Ab Jänner 2001 spielte Westerthaler beim Zweitligisten VfL Osnabrück, nach der Saison 2000/01 verließ er den Verein. Nach einem Jahr Pause kehrte er 2002 nach Österreich zurück, zur drittklassigen SPG Wattens-Wacker.
Nach der Saison 2002/03 beendete er seine Profikarriere. Nach seinem Karriereende als Profi folgten noch Spiele auf Amateurebene für unterklassige Vereine wie SV Völs und SV Ried i.O.

### Nationalmannschaft
Westerthaler debütierte im Oktober 1989 gegen Malta für die österreichische Nationalmannschaft. Sein letztes Spiel fürs Nationalteam absolvierte er im November 1993.

## Karriere als Trainer
Seine Karriere begann Westerthaler als Co-Trainer des FC Wacker Tirol. Seine erste Station als Cheftrainer war ab 2005 der Innsbrucker AC. 2007 hätte er Trainer des kasachischen U-21-Teams werden sollen, der Vertrag wurde jedoch kurz nach der Bestellung zum Trainer aufgelöst und Westerthaler wurde Sportlicher Leiter des SCR Altach.
Von Jänner 2008 bis Juni desselben Jahres trainierte er den SV Völs, mit dem er jedoch in die Gebietsliga absteigen musste.
Im Jänner 2011 wurde er Co-Trainer von Michael Streiter beim Regionalligisten SV Horn. Mit den Hornern konnte er 2012 in die zweite Liga aufsteigen. Ab 2013 fungierte er als Co von Willhelm Schuldes. Im Oktober 2014 wurde Westerthaler schließlich Chefcoach der Horner. Nachdem er mit dem Verein in die Regionalliga abgestiegen war, rückte er zur Saison 2015/16 wieder ins zweite Glied, als Co-Trainer von Johann Kleer. Nach der Trennung von Kleer im April 2016 übernahm Westerthaler kurzzeitig interimistisch das Team.
Als Co-Trainer des neuen Trainers Masanori Hamayoshi konnte er wieder in die zweite Liga aufsteigen. Nachdem sich die Niederösterreicher vom Japaner getrennt hatten, übernahm Westerthaler im Mai 2017 gemeinsam mit Nihad Pejković den Cheftrainerposten. Das Interimstrainerduo arbeitete bis 1. Juni 2017, danach wurde es durch Carsten Jancker abgelöst und von weiteren Pflichten entbunden. Mitte Oktober 2017 wechselte Westerthaler an der Seite von Kurt Garger zum chinesischen Drittligisten Yunnan Feihu FC. Während Garger seitdem als Cheftrainer in Erscheinung trat, war Westerthaler zusammen mit Franz Weber einer von zwei Co-Trainern an Gargers Seite. Bis Mitte Mai 2018 war er dort tätig.

## Erfolge

### Als Spieler
- 2 × Österreichischer Meister: 1989, 1990 (FC Swarovski Tirol)
- 2 × Österreichischer Cupsieger: 1989 (FC Swarovski), 1993 (FC Wacker Innsbruck)
- Torschützenkönig der Österreichischen Bundesliga (1992)
- Aufstieg in die 1. Deutsche Bundesliga mit Eintracht Frankfurt (1998)
- Meister Regionalliga West: 2003 (SPG Wattens-Wacker)

### Als Trainer
- Meister Erste-Liga: 2004 (FC Wacker Tirol, als Co-Trainer)
- Meister Tiroler Liga: 2006 (Innsbrucker AC)
- Meister Regionalliga Ost: 2012, 2016 (SV Horn, als Co-Trainer)

## Tod
Am 20. Juli 2018 starb Westerthaler im Alter von 53 Jahren an den Folgen eines Herzinfarkts. Er hinterließ seine Ehefrau Astrid, vier Kinder sowie seine Eltern und Geschwister samt Familien.